# Wildparadies Tripsdrill
Koordinaten: 49° 1′ 38,3″ N, 9° 2′ 43,1″ O
Das Wildparadies Tripsdrill (ehemaliger Name Wildparadies Stromberg nach dem nahegelegenen Stromberg) ist ein Wildpark in Treffentrill, Baden-Württemberg. Er besteht seit 1972 und ist eine eigenständige Einrichtung, die neben dem Erlebnispark Tripsdrill entstanden ist.

## Geschichte
Mit 300 Tieren, darunter Bären, Affen, Ziegen, Schafe, Zebras und Ponys, wird ein Tierpark 1957 als Vorläufereinrichtung des heutigen Wildparadieses neben der Altweibermühle eröffnet.

## Anlage
Das vorwiegend bewaldete Areal ist 47 Hektar groß. Der Wildpark ist naturnah angelegt und bietet zahlreiche Möglichkeiten der spielerischen Umweltbildung. Die Rundwege sind mit Quizfragen zur Biologie didaktisch aufbereitet. Kommentierte Schaufütterungen bei ausgewählten Tierarten ergänzen die umfangreiche Beschilderung der Anlage.

## Tierbestände

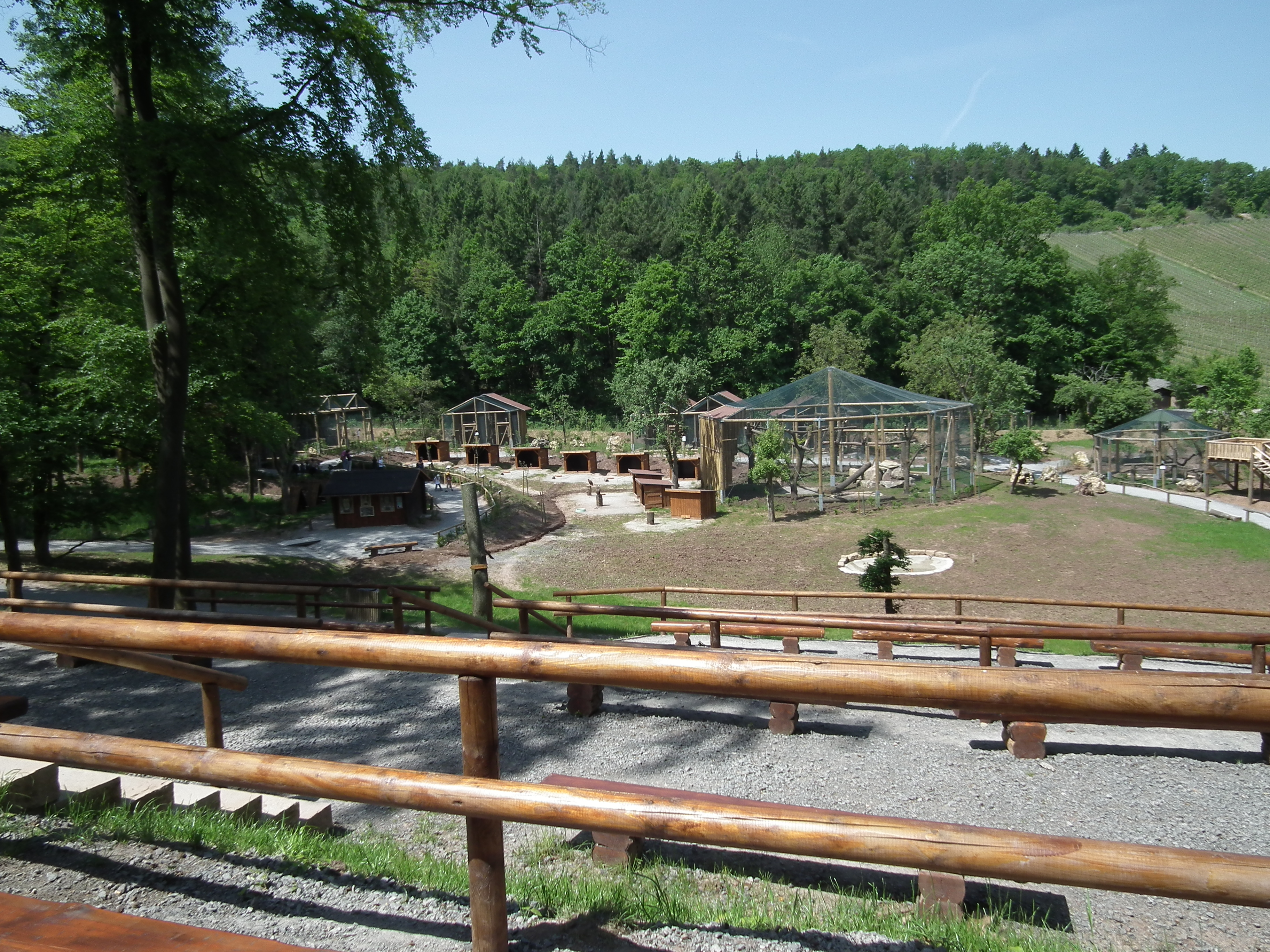
Die Greifvogelanlage im Wildparadies Tripsdrill mit etwa 1400 Plätzen für die Zuschauer; dahinter die Cleebronner Weinberge am Hang des Stromberges

Gehalten werden etwa 50 Tierarten, zum Teil in Freigehegen, unter anderen Damwild, Dybowskihirsche, Mufflons, Ouessantschafe, Wildschweine, Yaks, Heckrinder, Muntjaks, Frettchen, Zwergziegen, Hausesel, Tarpane, Waschbären, Rotfüchse, Wölfe, Luchse, Braunbären, Polarwölfe und verschiedene Greifvogel- und Eulenarten in einer regelmäßig angebotenen Greifvogelschau. Es kommen dabei Weißkopfseeadler, Mönchsgeier, Gänsegeier, Sperbergeier, Truthahngeier, Weißrückengeier, der Schopfkarakara, ein Rotmilan, ein Schwarzmilan, ein Raufußbussard und der Andenkondor vor (Stand: August 2019).
Die Tribüne für die Greifvogelschau bietet Steh- und Sitzplätze für bis zu 1400 Besucher sowie einen guten Blick über das Areal der Falknerei.
In Volieren werden weitere Vogelarten präsentiert, so etwa der Bartkauz, der Sakerfalke, die Schleiereule, die Schneeeule, der Schwarzstorch, der Turmfalke, der Uhu und der Wüstenbussard.
2018 wurde das Wildparadies um einen Freihegebereich mit dem in Deutschland vom Aussterben bedrohten Fischotter erweitert. Auch der Europäischen Wildkatze ist ein eigenes Gehege gewidmet.

## Galerie

### Säugetiere im Wildparadies

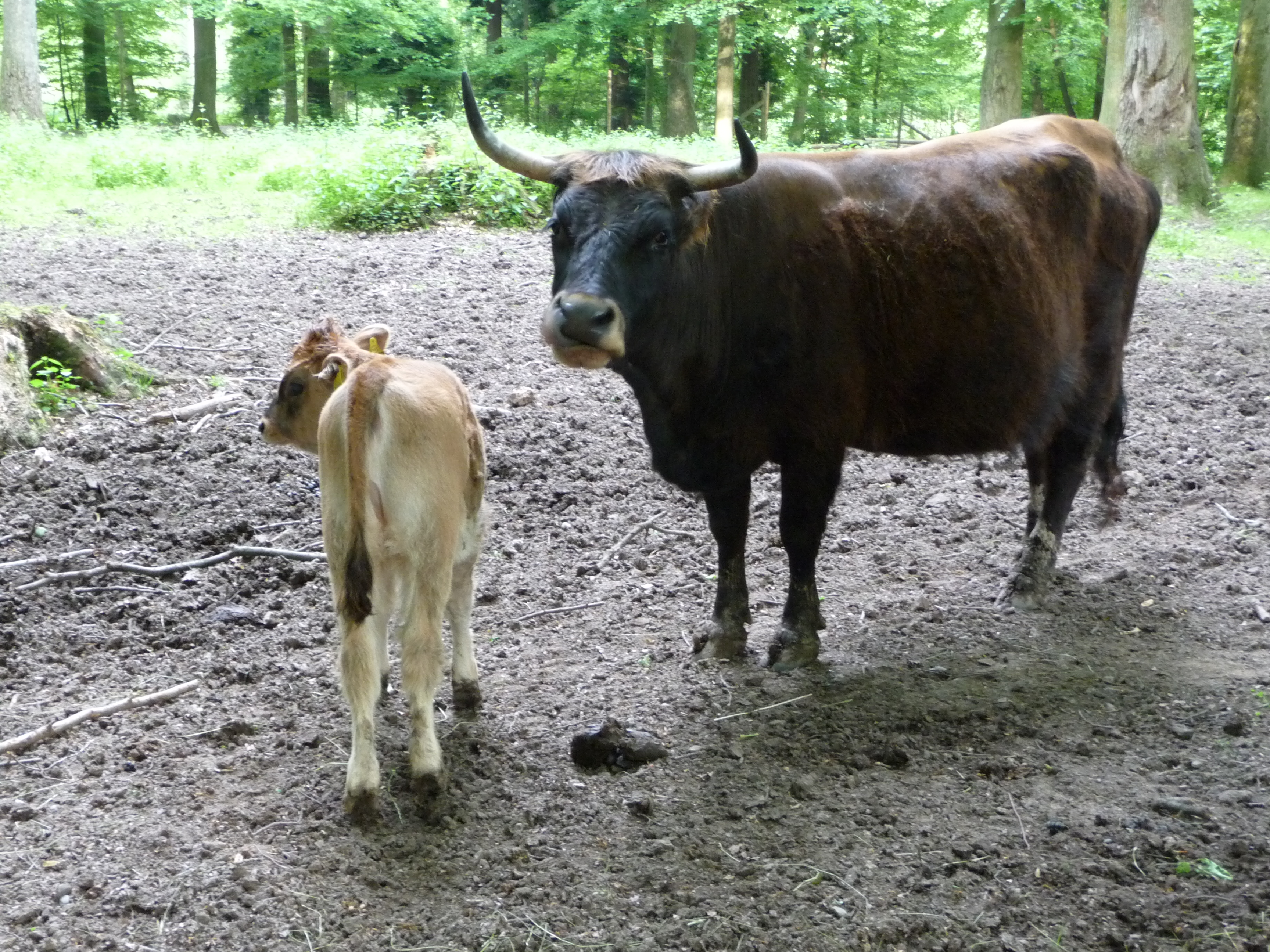
Das Heckrind, eine Abbildzüchtung des Auerochsen
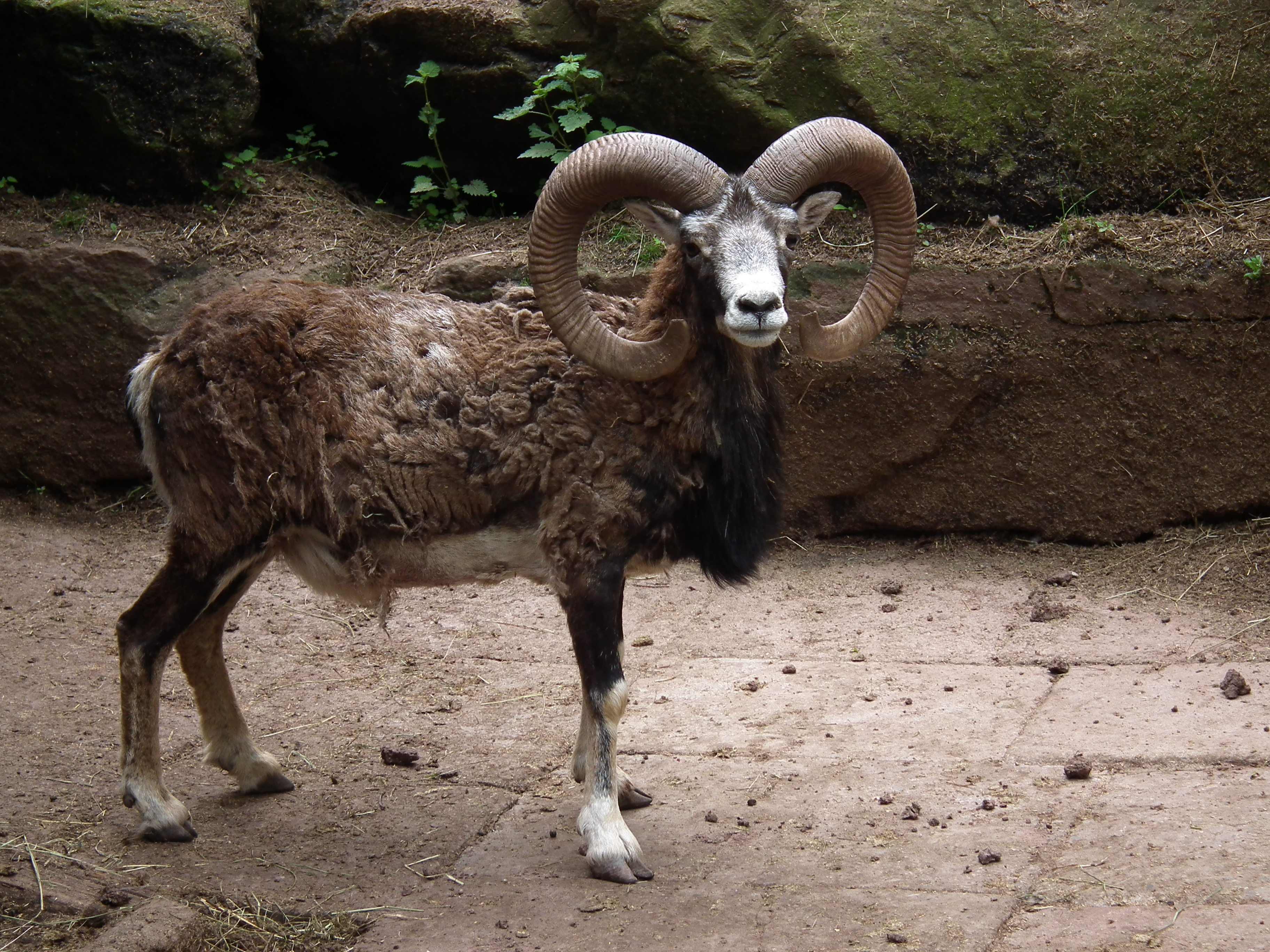
Das europäische Mufflon im Wildparadies
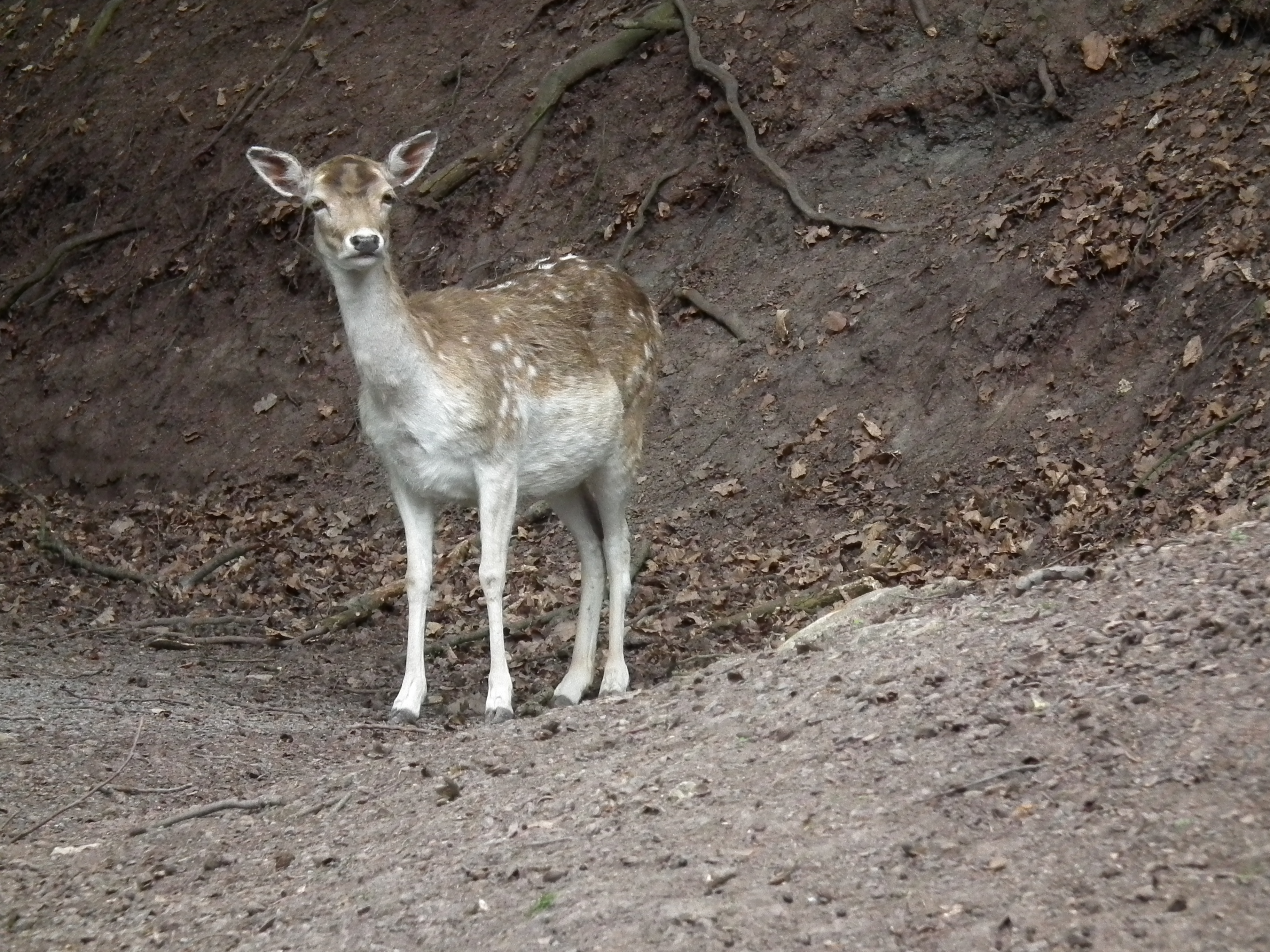
Eine Damhirschkuh im Wildpark
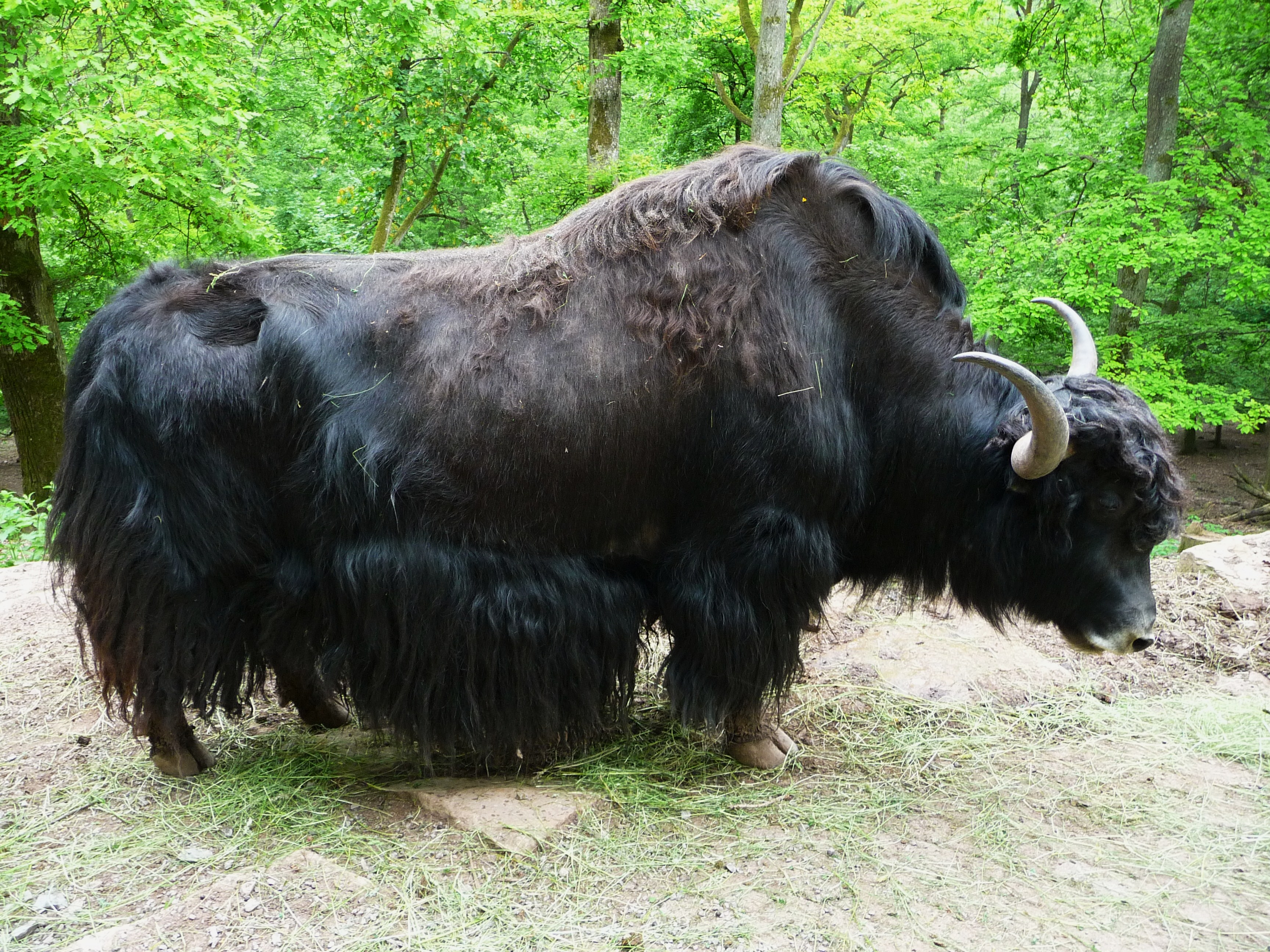
Der mächtige schwarze Yakbulle
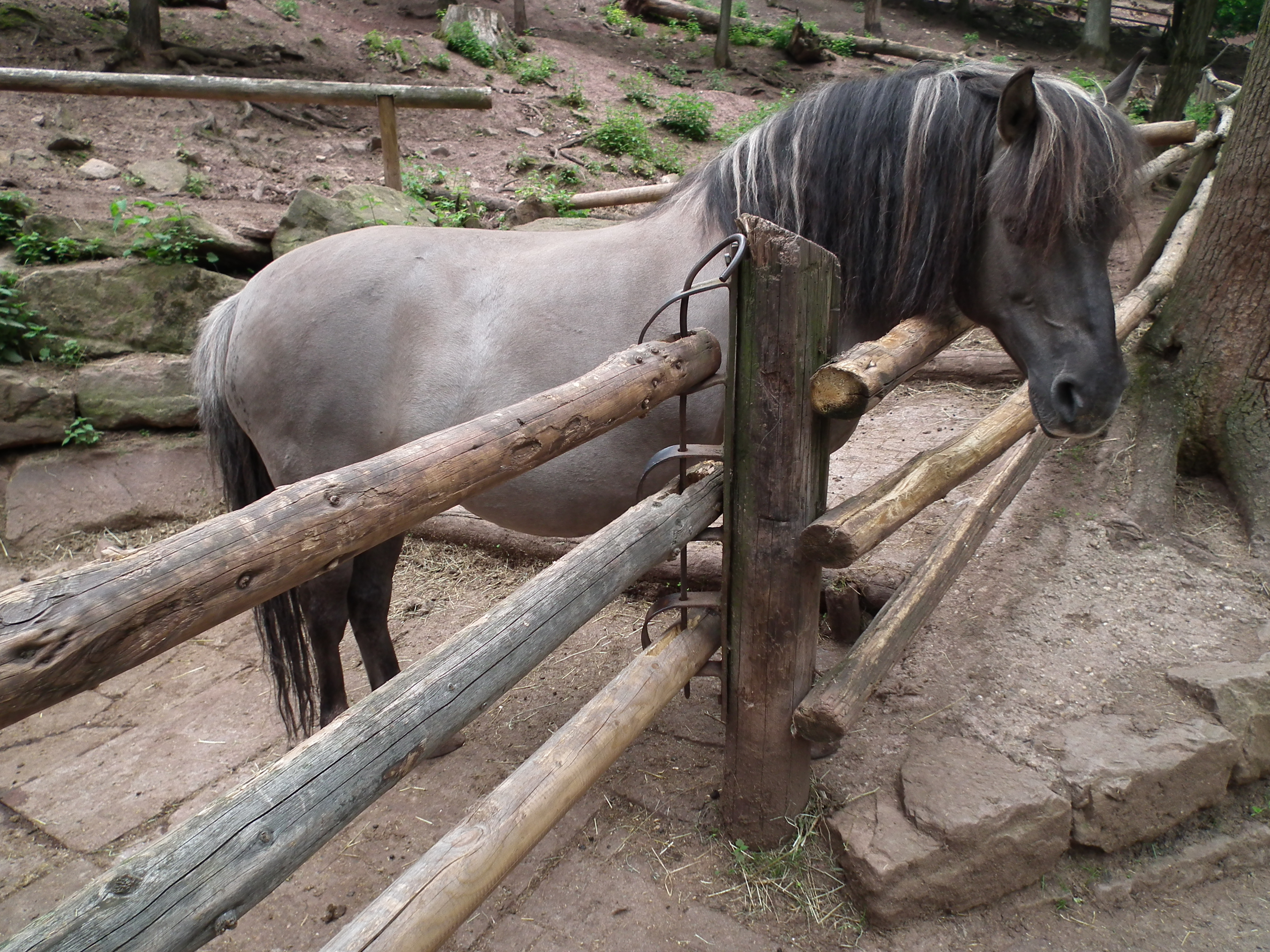
Die trächtige Heckpferdstute, eine Abbildzüchtung des Tarpan

### Vögel im Wildparadies

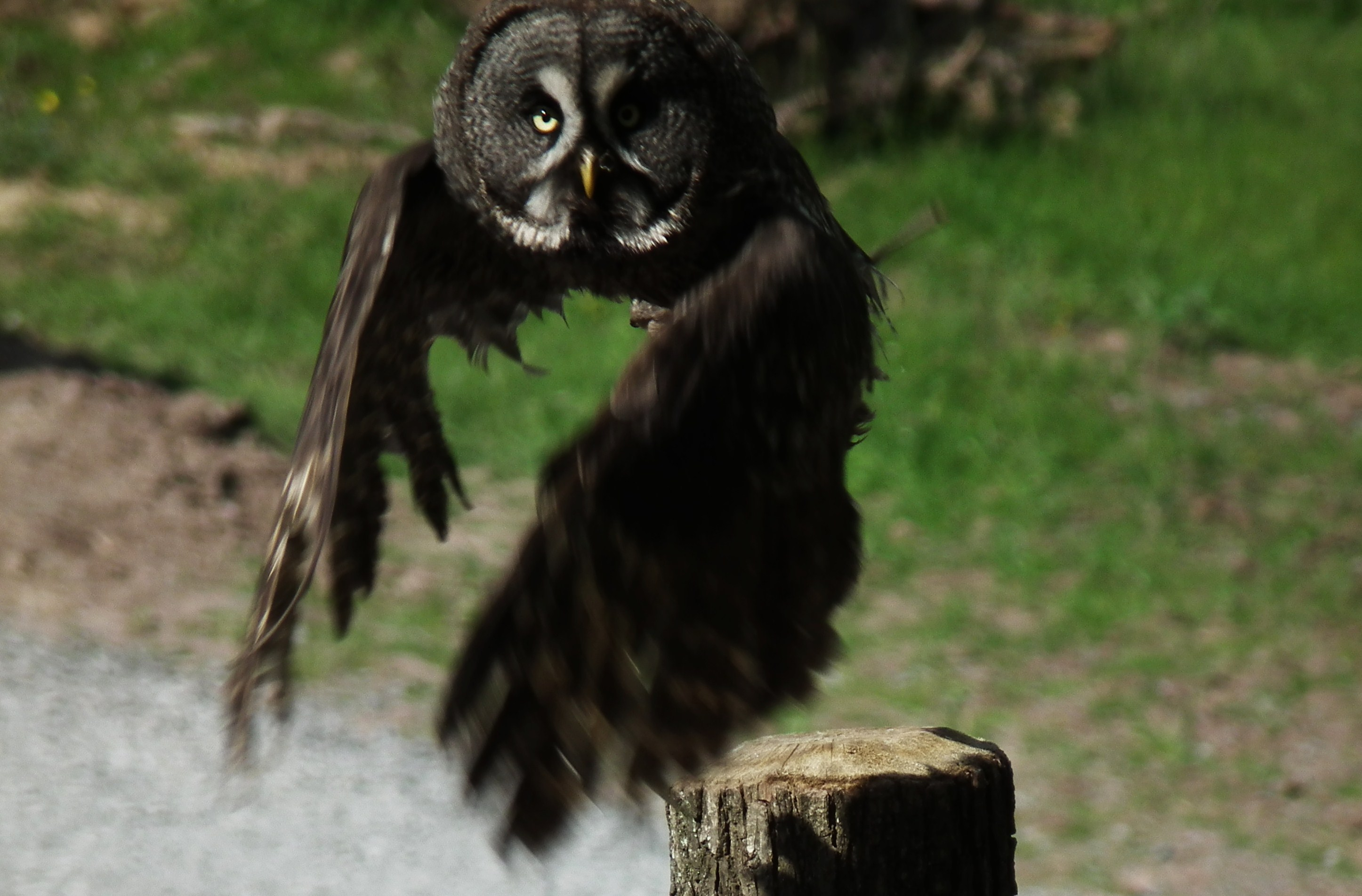
Ein fliegender Bartkauz
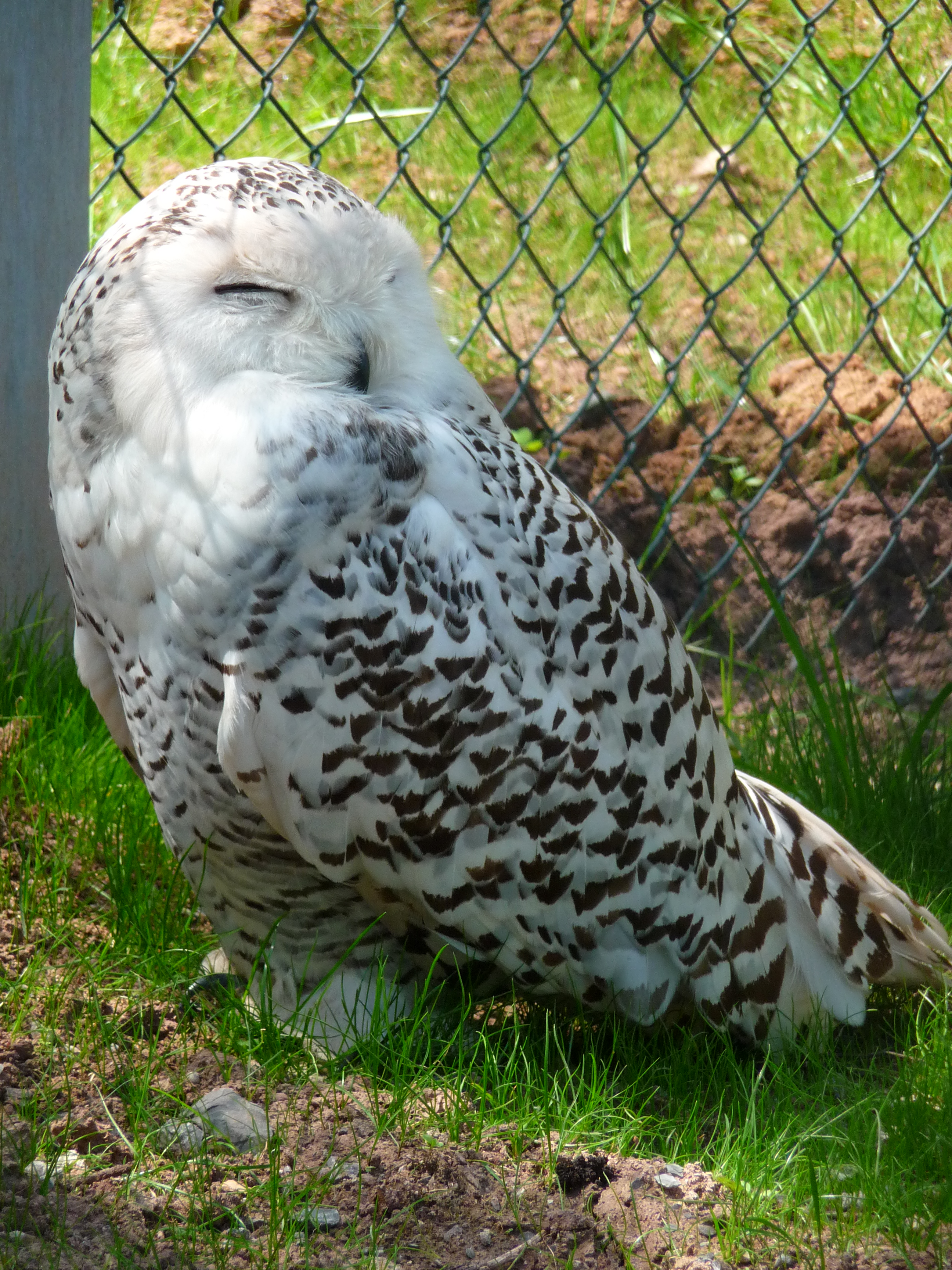
Die Schneeeule
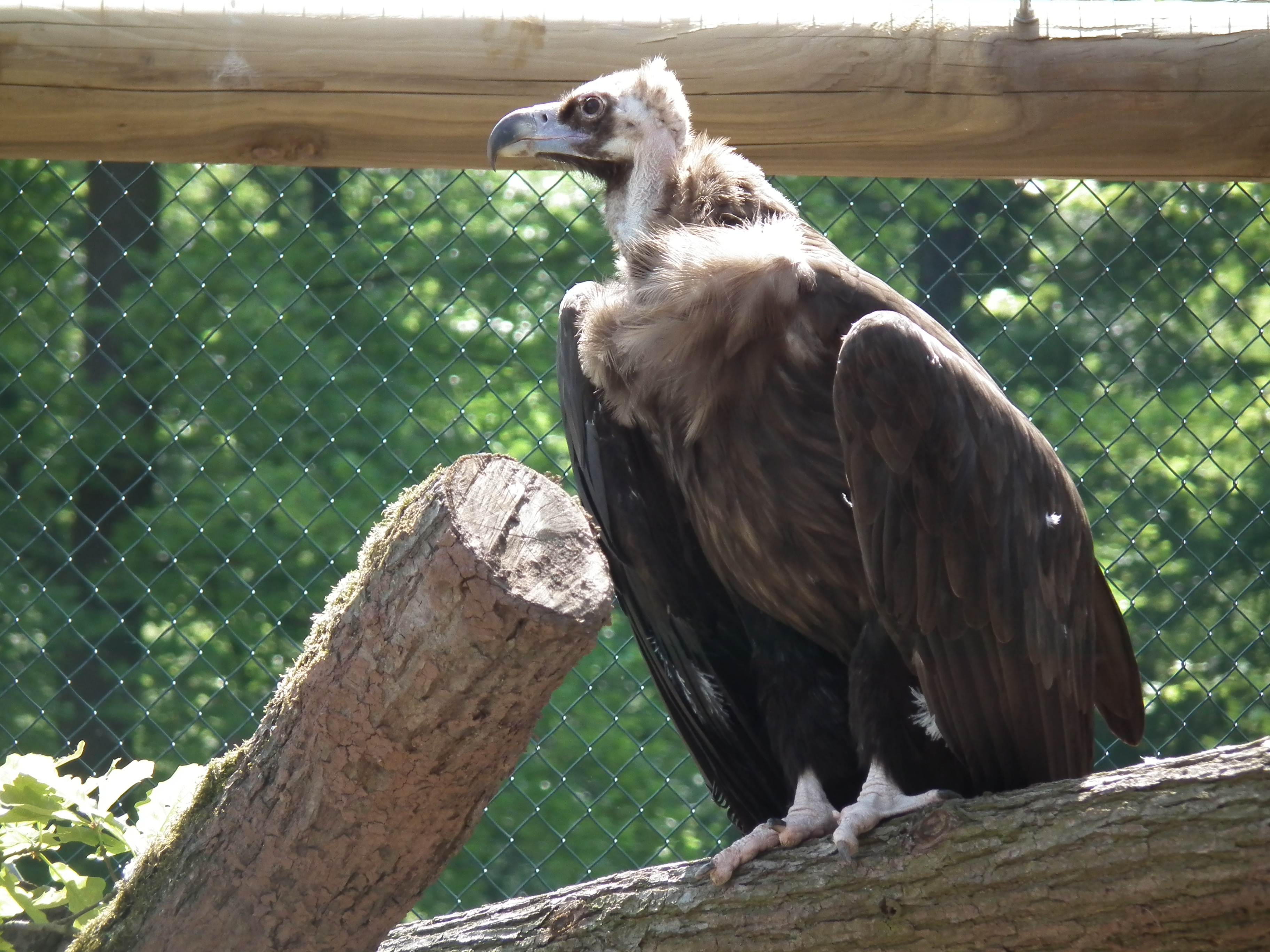
Der Mönchsgeier
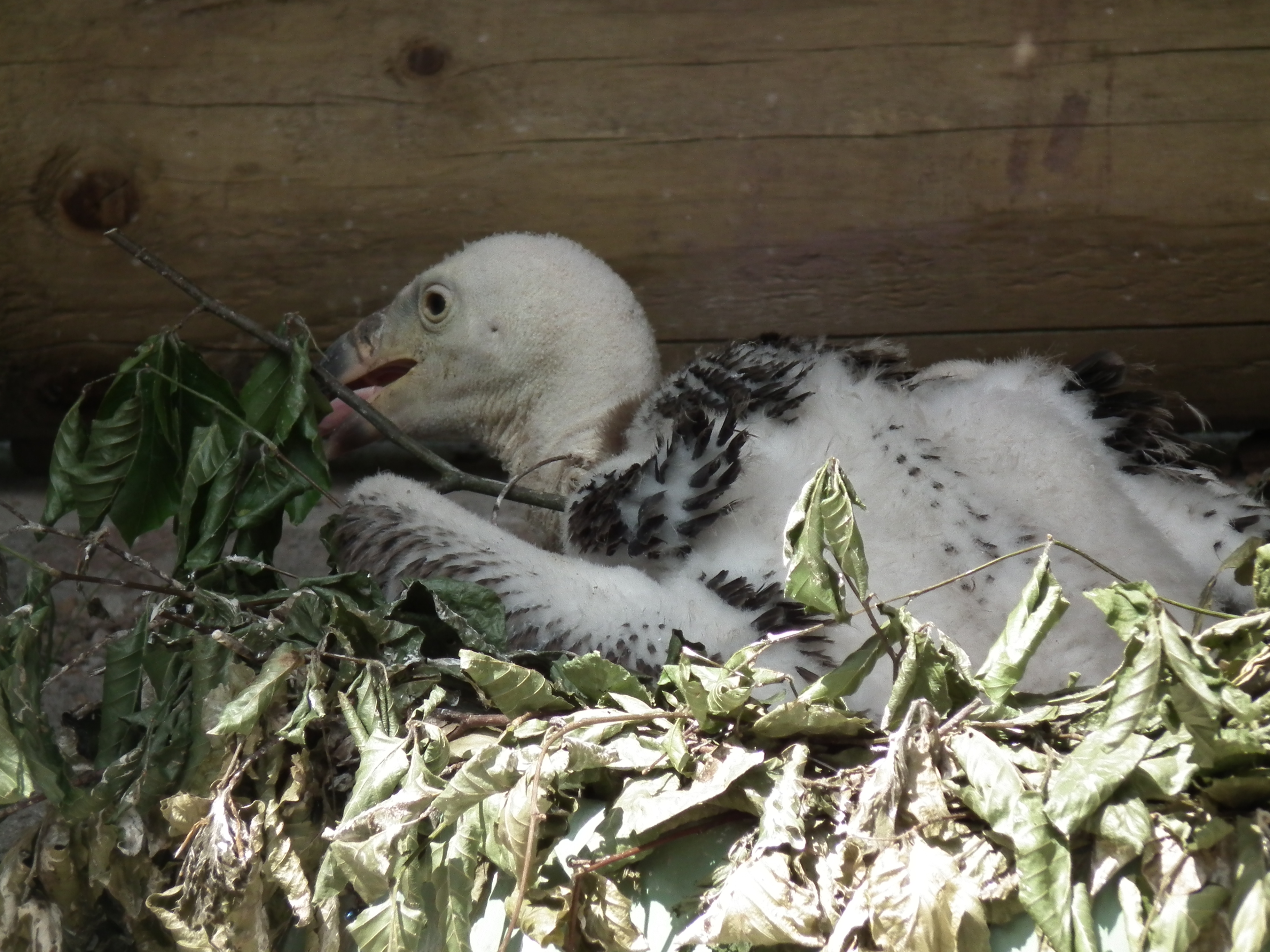
Junger Sperbergeier
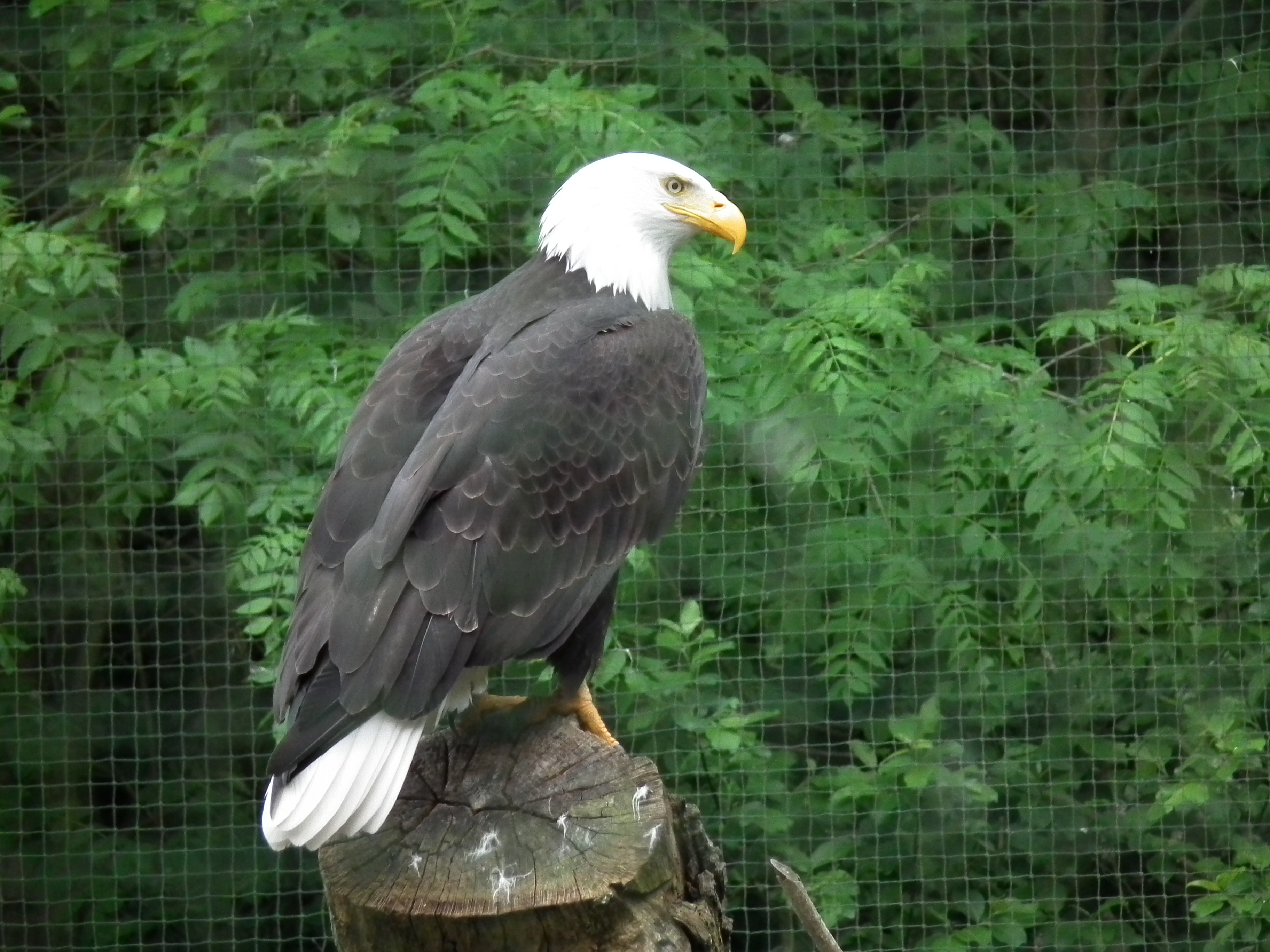
Der Weißkopfseeadler

## Sonstiges

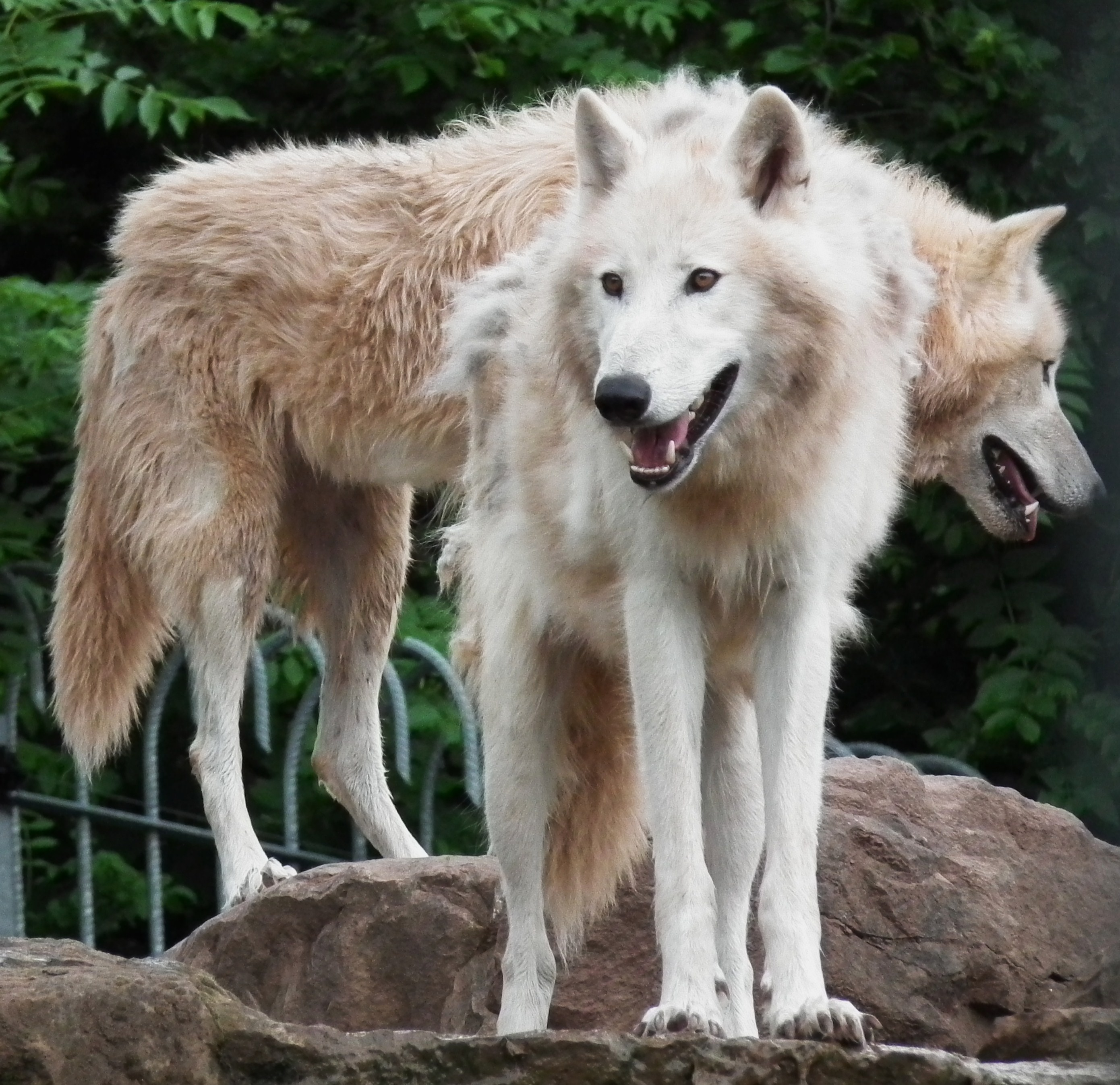
Einer der Polarwölfe wurde 2013 im Wildparadies Tripsdrill das Opfer eines tödlichen Braunbär-Angriffs

Zu den ergänzenden Einrichtungen zählen Walderlebnispfad, Barfuß-Pfad und ein Abenteuerspielplatz, Gastronomie und Grillstellen.
Am 30. Juni 2013 kam es zu einem Unfall während der täglichen öffentlichen Fütterung der Bären und Polarwölfe, die sich ein Gehege teilen. Der Braunbär Balu griff im Zuge der Fütterung einen der Polarwölfe an und tötete diesen.